# 莫什基夫齊
49°11′19″N 24°32′57″E / 49.18861°N 24.54917°E
莫什基夫齊（烏克蘭語：Мошківці），是烏克蘭的村落，位於該國西部伊萬諾-弗蘭科夫斯克州，由卡盧什區負責管轄，始建於1446年，面積2.91平方公里，人口263。